# Torsten Boberg
Torsten Boberg, född den 15 maj 1892 i Grangärde socken, död den 31 januari 1957 i Undersåker, var en svensk författare och föreläsare.

## Biografi
Boberg bedrev studier vid Falu högre allmänna läroverk och Palmgrenska samskolan i Stockholm. Han medarbetade med artiklar i flera dagstidningar som Svenska Dagbladet, Göteborgs Handels- och Sjöfarts-Tidning och Östersunds-Posten och anordnade sedan 1918 omfattande föreläsningsturnéer. Han var en kännare av fjällbygden och propagerade för turism och friluftsliv främst i Jämtland och Härjedalen.